# Richard Leakey
Richard Erskine Frere Leakey, född 19 december 1944 i Nairobi i Kenya, död 2 januari 2022 nära Nairobi, var en brittisk-kenyansk antropolog, politiker och författare.

## Biografi
Richard Leakey var son till Mary och Louis Leakey, båda kända arkeologer och antropologer i Kenya. Vid sex års ålder fann han sitt första fossil, en utdöd svinart. 1968 till 1989 var han chef för National Museums of Kenya.
Från 1972 och 30 år framåt grävde man ut över 200 fossila människoskelett vid Turkanasjön. 1984 hittades (med Alan Walker) ett komplett, 1,6 miljoner år gammalt skelett av Homo erectus kallat Turkanapojken.
1989 blev han chef för Kenya Wildlife Service. Under senare år arbetade han som politiker och fortsatte trots direkta våldshandlingar att arbeta för ett bättre Kenya.

## Familj
1970 gifte han sig med sin kollega, paleontologen Meave Epps och de fick två barn.

## Utmärkelser
2016 tog han emot hederspriset ”Conservationist of the Year” av The Perfect World Foundation i Göteborg för sitt arbete för att rädda elefanten från utrotning. 
Asteroiden 7958 Leakey är uppkallad efter honom.